# نظام الاحتياطي الجزئي

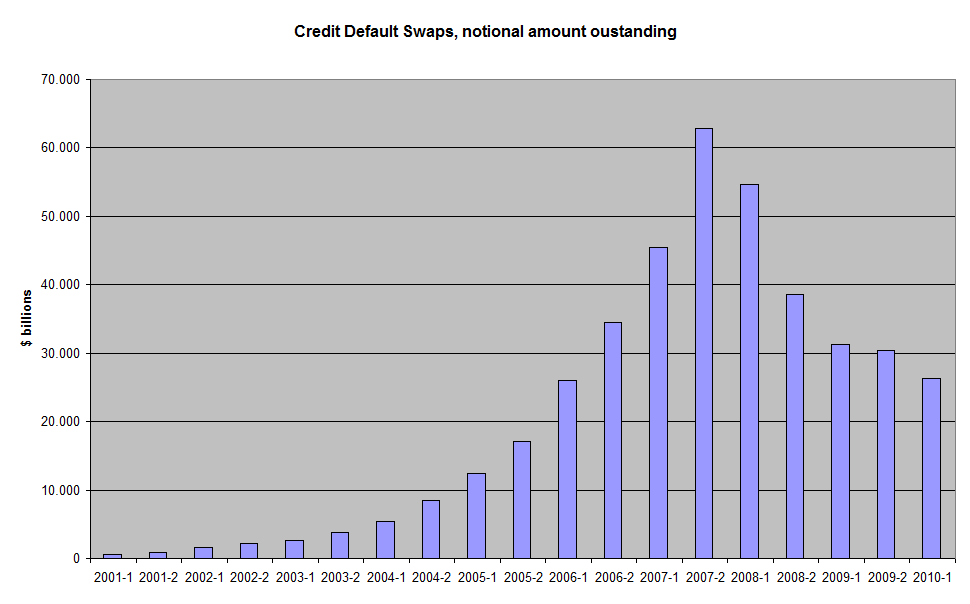

يعد نظام الاحتياطي الجزئي المصرفي الشكل الأكثر شيوعًا للأعمال المصرفية التي تمارسها البنوك التجارية حول العالم. ينطوي هذا النظام على قبول المصارف لودائع العملاء وتقديم القروض للمقترضين، مع الاحتفاظ بمبلغ احتياطي يساوي جزءًا صغيرًا من التزامات الودائع لدى المصرف. يُحتفظ باحتياطيات المصرف نقدًا في المصرف أو أرصدةً في حسابٍ لدى المصرف المركزي. يحدد الحد الأدنى للمبالغ التي يجب على المصارف الاحتفاظ بها في الأصول السائلة لدى المصرف المركزي، وتسمى متطلبات الاحتياطي أو نسبة الاحتياطي. عادة ما تحتفظ المصارف بأكثر من هذا الحد الأدنى، على أن تضع الحد الأدنى للمصرف المركزي، والفائض في خزائنها.
عادةً ما تكون الودائع المصرفية قصيرة الأجل، بينما تميل القروض التي تقدمها المصارف إلى أن تكون أطول أجلًا، ويتطلب هذا الأمر من المصارف الاحتفاظ باحتياطيات لتوفير السيولة اللازمة عند سحب الودائع. تعمل المصارف على توقع أن تسعى نسبة صغيرة فقط من المودعين لسحب الأموال في نفس الوقت، لذلك تحتفظ بجزء صغير فقط من التزاماتها كاحتياطيات. لكن يمكن لتلك المصارف أن تواجه هلعًا مصرفيًا، عندما يرغب المودعون في سحب أموال أكثر من الاحتياطيات التي يحتفظ بها المصرف. في هذه الحالة، يمكن للمصرف الذي يعاني من نقص في السيولة الاقتراض من مصارف أخرى في سوق الإقراض بين المصارف، أو من المصرف المركزي إذا كان هناك نقص عام في السيولة بين البنوك، في هذا الحالة يعتبر المركزي مُقرض الملاذ الأخير قد يعمل البنك المركزي في البلاد كمقرض الملاذ الأخير لتزويد البنوك بالأموال لتغطية هذا النقص على المدى القصير.
تحتفظ المصارف باحتياطيات أقل من قيمة التزامات الودائع الخاصة بها، ولأن التزمات الودائع تعتبر أموالًا في حد ذاتها، فإن المعاملات المصرفية تحت نظام الاحتياطي الجزئي تسمح للمعروض النقدي بالنمو بما يتجاوز قيمة القاعدة النقدية التي أنشأها المصرف المركزي.  في معظم البلدان، ينظم المصرف المركزي (أو سلطة السياسات النقدية الأخرى) إنشاء الائتمان المصرفي، ويفرض متطلبات الاحتياطي ونسب ملاءة رأس المال. يساعد هذا التنظيم على ضمان قدرة المصارف على الوفاء بالديون وضمان وجود ما يكفي من الأموال لديها لتلبية الطلب على عمليات السحب، ويمكن استخدامه للحد من عملية إنشاء الأموال في النظام المصرفي. لكن، بدلًا من التحكم المباشر في المعروض النقدي، تسعى المصارف المركزية عادةً إلى استخدام معدلات الفائدة للتحكم في إصدار البنوك للائتمانات وفي معدل التضخم.

## تاريخها
يسبق العمل المصرفي الجزئي للاحتياطي وجود السلطات النقدية الحكومية، وقد نشأ منذ قرون عديدة عندما أدرك المصرفيون أنه في الحالات العادية، لا يطلب جميع المودعين أموالهم في نفس الوقت.
في الماضي، كان المدخرون يتطلعون إلى الاحتفاظ بعملاتهم المعدنية وأغراضهم الثمينة في مستودعات آمنة لحفظ الذهب والفضة لدى صائغي الذهب، فيتلقون في المقابل على تذكرة أو إيصال لإيداعهم. اكتسبت هذه الأوراق القبول وسيلةً لتبادل المعاملات التجارية، وبالتالي أصبحت شكلًا مبكرًا لتداول النقود الورقية. مع استخدام الأوراق النقدية مباشرة في التجارة، لاحظ الصاغة أن الناس لا يقومون عادةً باسترداد جميع أوراقهم في نفس الوقت، ورأوا الفرصة لاستثمار احتياطياتهم النقدية في القروض مقابل فائدة. أدت هذه الخطوة إلى توليد مدخول لصاغة الذهب، لكنه تركهم بتذاكر أو إيصالات إيداع تبلغ أكثر من قيمة ما يمتلكونه من احتياطيات يمكنه الدفع بواسطتها. بدأت عملية غيرت دور صاغة الذهب من أوصياء على سبائك الذهب يفرضون رسومًا مقابل التخزين الآمن، إلى مصارف تدفع الفوائد وتجنيها. هكذا ولد نظام الاحتياطي الجزئي.
إذا فقد الدائنون (حاملو تذاكر أو إيصالات الذهب المودعة) الثقة في قدرة المصرف على دفع مستحقاتهم، سيحاول الكثيرون منهم استردادها في نفس الوقت. استجابةً لذلك، إذا لم يستطع المصرف جمع أموال كافية لسداد تلك المستحقات، عن طريق طلب قروض أو بيع فواتير، يُفلس المصرف أو يصبح متخلفًا عن السداد. يطلق على مثل هذا الموقف هلع المصارف وهو تسبب في زوال العديد من المصارف في السابق.
أدت هذه الأزمات المالية المبكرة إلى إنشاء المصارف المركزية. كان مصرف ريكسبنك السويدي أول مصرف مركزي في العالم، أنشئ عام 1668. حذت العديد من الدول حذو السويد في أواخر القرن السابع عشر لإنشاء مصارف مركزية مُنحت السلطة القانونية لتحديد متطلبات الاحتياطي، وتحديد الشكل الذي تُستخدم فيه هذه الأصول (تسمى القاعدة النقدية). للتخفيف من تأثير فشل المصارف والأزمات المالية، مُنحت المصارف المركزية أيضًا سلطة مركزية لتخزين احتياطيات المصارف من المعادن الثمينة، وبالتالي تسهيل نقل الذهب في حالة هلع المصارف، كما منحت سلطة تنظيم المصارف التجارية وفرض الاحتياطيات المطلوبة، وأن يكون بمثابة ملاذ الإقراض الأخير إذا واجه أي مصرف هلع المصارف. أدى ظهور المصارف المركزية إلى الحد من مخاطر عمليات هلع المصارف التي تعاني منها المصارف التي تعمل بنظام الاحتياطي الجزئي، ما سمح لتلك الممارسة الاستمرار كما هي اليوم.
خلال القرن العشرين، نما دور المصرف المركزي ليشمل التأثير أو إدارة مختلف متغيرات سياسات الاقتصاد الكلي، بما في ذلك مقاييس التضخم والبطالة وميزان المدفوعات. في سياق تطبيق هذه السياسة، حاولت المصارف المركزية من وقت لآخر إدارة أسعار الفائدة ومتطلبات الاحتياطي ومختلف تدابير العرض النقدي والقاعدة النقدية.

## الإطار التنظيمي
في معظم الأنظمة القانونية، لا يعد الإيداع المصرفي إيداعًا. بمعنى آخر، لم تعد الأموال المودعة ملكًا للعميل بل تصبح ملكًا للمصرف، ويتلقى العميل بدوره أصلًا يسمى حساب الإيداع (حساب الشيكات أو حساب التوفير). يعتبر حساب الودائع هذا التزامًا في الميزانية العمومية للمصرف. كل مصرف مخول قانونًا بإصدار ائتمان يصل إلى مضاعف محدد من احتياطياته، لذلك فإن الاحتياطيات المتاحة لسداد التزامات الإيداع أقل من المبلغ الإجمالي الذي يلتزم المصرف دفعه مقابل إيداعات الودائع تحت الطلب.
عادة ما يعمل نظام الاحتياط الجزئي بسلاسة، فعدد المودعين الذين يطالبون بنقودهم في أي وقت قليل نسبيًا، وتحتفظ البنوك باحتياطي يكفي لتغطية عمليات السحب النقدي للمودعين وغيرها من طلبات الحصول على الأموال. لكن، أثناء هلع المصارف أو الأزمات المالية العامة، يمكن أن تتجاوز طلبات السحب احتياطي المصرف المالي، فيضطر المصرف إلى جمع احتياطيات إضافية لتجنب التعثر والتخلف في سداد التزاماته. يمكن للمصرف جمع الأموال من خلال الاقتراض الإضافي (على سبيل المثال، عن طريق الاقتراض من سوق الإقراض بين البنوك أو من المصرف المركزي مباشرة بصفته مُقرض الملاذ الأخير)، أو عن طريق بيع الأصول، أو عن طريق طلب قروض قصيرة الأجل. إذا كان الدائنون يخشون أن احتياطات المصرف تنفذ أو أنه متعثر، سيكون لديهم حافز لاسترداد ودائعهم في أقرب وقت ممكن قبل حصول المودعين الآخرين إلى الاحتياطيات المتبقية. وبالتالي فإن الخوف من هلع المصارف يمكن أن يعجّل حدوثه.
صُمّم العديد من ممارسات التنظيم المصرفي المعاصر والمصرفية المركزية، بما في ذلك المقاصة المركزية للمدفوعات، وإقراض المصارف المركزية للمصارف التجارية الأعضاء والتدقيق التنظيمي وضمان الودائع التي تديرها الحكومة لمنع حدوث هلع المصارف.